# Прошле ноћи у Сохоу
Прошле ноћи у Сохоу (енгл. Last Night in Soho) британски је психолошки хорор филм из 2021. године, у режији Едгара Рајта. Главне улоге глуме: Томасин Макензи, Анја Тејлор Џој, Мет Смит, Рита Ташингам, Мајкл Аџао, Теренс Стамп и Дајана Риг. Последњи је филм у ком глуме Ригова и Маргарет Нолан, које су преминуле 2020. године, те је посвећен у сећање на њих.

## Синопсис
Филм прати младу девојку, Елоиз „Ели” Тарнер, са страшћу за модним дизајном, која на мистериозан начин улази у шездесете године прошлог века где се сусреће са својим идолом, импресивном певачицом у успону. Али Лондон шездесетих година није онакав какав се чини, а време као да се распада са сумњивим последицама.

## Улоге
| Глумац             | Улога         |
| ------------------ | ------------- |
| Томасин Макензи    | Ели Тарнер    |
| Анја Тејлор Џој    | Сенди         |
| Мет Смит           | Џек           |
| Рита Ташингам      | Пеги          |
| Мајкл Аџао         | Џон           |
| Теренс Стамп       | Линдси        |
| Синов Карлсен      | Јокаста       |
| Џеси Меи Ли        | Лара          |
| Касијус Нелсон     | Ками          |
| Ребека Харолд      | Ешли          |
| Елизабет Берингтон | госпођа Тобин |
| Полин Маклин       | Керол         |
| Мајкл Џибсон       | детектив      |
| Лиса Макгрилис     | детективка    |
| Ејми Касетари      | Елина мајка   |
| Бет Синг           | Сила Блек     |
| Маргарет Нолан     | Сејџ Бермејд  |